# بيون وونغ
بيون وونغ (7 مايو 1986 بكوريا الجنوبية - ) هو لاعب كرة قدم كوري جنوبي في مركز الوسط. لعب مع نادي أولسان هيونداي وUlsan Hyundai Mipo Dockyard FC ‏ ونادي سانغجو ‏ وChungju Hummel FC ‏.

## وصلات خارجية
- بيون وونغ على موقع دوري كوريا الجنوبية (الإنجليزية)
- بيون وونغ على موقع قاعدة بيانات كرة القدم.إي يو (الإنجليزية)